# Joseph William Noble

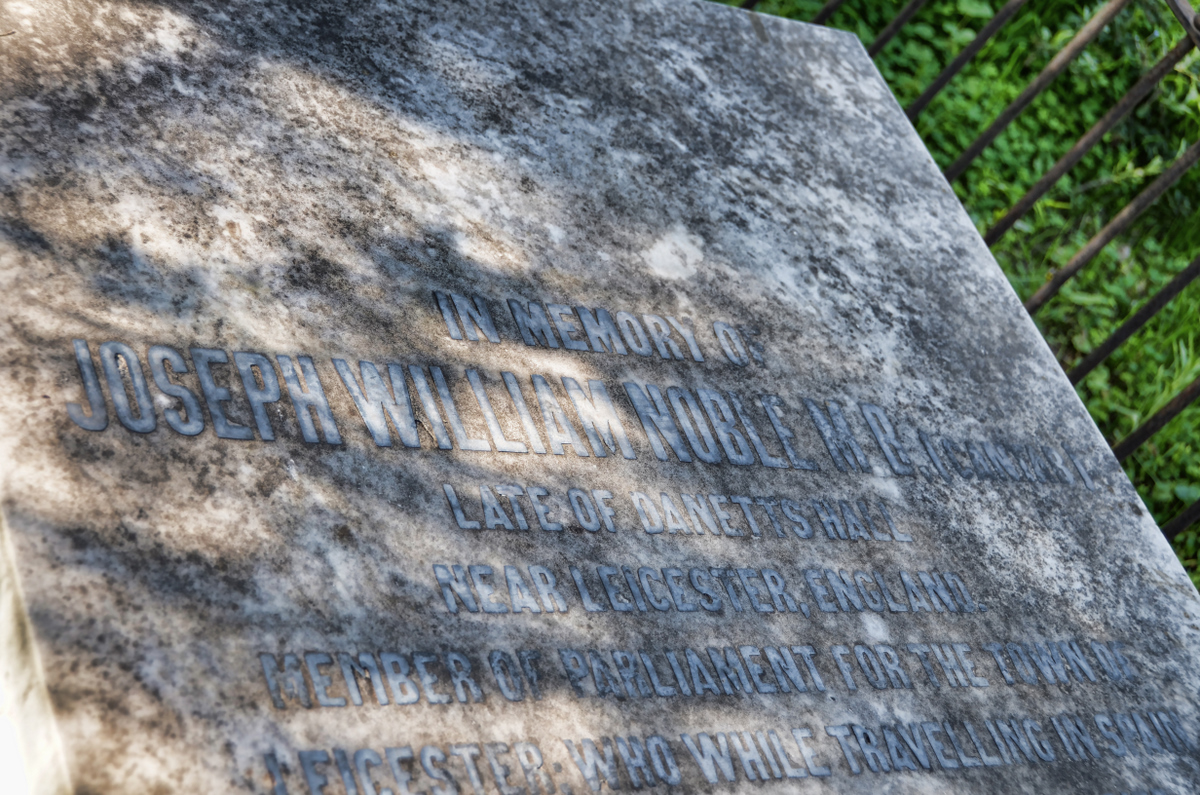
Tumba de Joseph William Noble en el Cementerio Inglés de Málaga

Joseph William Noble (Frisby on the Wreak, Leicestershire, Inglaterra, 13 de marzo de 1797 - Málaga, España. 6 de enero de 1861) fue un médico y político inglés.
Participó activamente en la vida pública de la ciudad inglesa de Leicester, de la que llegó a ser alcalde.
Falleció de un ataque de cólera en Málaga en 1861 cuando se encontraba de viaje para mejorar su salud. Tras su muerte, sus hijas Ellen Ann y Margaret construyeron el Hospital Noble en Málaga, para atender a los vecinos y también a los marineros de diferentes nacionalidades que llegaran al Puerto de Málaga, según la voluntad de su padre.
Sus restos reposan en el Cementerio Inglés de Málaga.